# Długowąs angolski
Długowąs angolski (Clarias angolensis) – gatunek drapieżnej ryby sumokształtnej z rodziny długowąsowatych (Clariidae). Poławiana w celach konsumpcyjnych i akwarystycznych.

## Zasięg występowania
Tropikalna Afryka – dolne i środkowe dorzecze rzeki Kongo. Zgłoszono występowanie również w Maiko-Loboya, a także na dolnym odcinku rzeki Ogooué w Gabonie oraz w Kouilou i Chiloango w Republice Konga. Zasiedla rzeki, jeziora i bagna.

## Morfologia
Ciało długie do około 70 cm. Ma długie wąsy i długą płetwę grzbietową, co odróżnia go od innych sumokształtnych. Dzięki narządowi nadskrzelowemu umożliwiającemu oddychanie powietrzem atmosferycznym, ryba ta może przetrwać okres suszy w mule lub w wilgotnych zagłębieniach. Ma spłaszczoną głowę, zaokrąglony pysk, oczy umieszczone są na górnej stronie głowy. Płetwy: grzbietowa i odbytowa są długie (sięgają do płetwy ogonowej, ale się z nią nie zlewają). Najczęściej spotykane są okazy o jednolitym ubarwieniu; grzbiet, boki i części grzbietowe połączonych płetw mają kolor ciemnobrązowy, natomiast od strony brzusznej kolor jest jasnobrązowy do szarego. Niektóre osobniki mają nieregularne małe, białe plamy na ciele.

## Hodowla w akwarium
Ten gatunek najlepiej czuje się w czystej, dobrze natlenionej wodzie. Niezmiernie ważne jest wydajne filtrowanie wody. Akwarium przeznaczone dla długowąsów angolskich powinno mieć miękkie podłoże, liczne kryjówki w postaci różnych jamek oraz kępy mocno zakorzenionych roślinek wodnych. Ryby te prowadzą nocny, drapieżny tryb życia, są bardzo żarłoczne. Łatwo je przekarmić zbyt częstym podawaniem pokarmu. Długowąsy powinny przebywać wyłącznie w zbiornikach jednogatunkowych o dużej pojemności. Lubią ryć w dnie, dlatego w akwarium należy zapewnić im miękkie podłoże.

### Woda
Temperatura wody: 20-28 stopni Celsjusza, pH: 6,0-7,8 Twardość wody 4-18°n.

### Pokarm
Duże dżdżownice, chude filety z ryb oraz tabletki pokarmowe.